# کوستور (پیروت)
کوستور (به صربی: Kostur) یک منطقهٔ مسکونی در صربستان است که در پیروت واقع شده‌است. کوستور ۳۱۱ نفر جمعیت دارد.